# Бочтарёва, Татьяна Алексеевна
Татьяна Алексеевна Бочтарёва (род. 29 мая 1953, Крымск, Краснодарский край) — советская и российская певица хора, народная артистка Российской Федерации (1993), Заслуженная артистка Украины (1999).

## Биография
Татьяна Алексеевна Бочтарёва родилась 29 мая 1953 года в Крымске, вскоре семья переехала в Тихорецкий район, где проживала до 17 лет. Мать была учительницей, отец — агрономом. С детства участвовала в самодеятельности, сначала в школьных кружках народного творчества, затем — в районном Доме культуры. 
В 1971—1997 годах была солисткой Кубанского казачьего хора в Краснодаре. Песня в её исполнении «Ой, мий милый варэнычкив хочэ» стала визитной карточкой хора.
С 1998 года — художественный руководитель ансамбля «Казачья душа», созданном при хоре.

## Награды и премии
- Дипломант Всероссийского конкурса профессиональных русских хоров (1978).
- Заслуженная артистка РСФСР (1987).
- Народная артистка Российской Федерации (20 декабря 1993) — за большие заслуги в области музыкального искусства[2].
- Заслуженная артистка Украины (19 октября 1999) — за значительный личный вклад в популяризацию украинской культуры в мире, весомые творческие достижения[3].
- Почётный гражданин Тихорецкого района (1999).
- Медали I и II степени «За вклад в развитие Кубани».